# Brunette (певица)
Элен Еремян (арм. Էլեն Երեմյան; род. 27 мая 2001, Ереван), более известная как Brunette — армянская певица и автор песен. Представительница Армении на конкурсе песни «Евровидение-2023» в Ливерпуле с песней «Future Lover», заняла 14 место в финале. Также выпустила свою песню «U De Mi Or» для музыкального шоу «COLORS».

## Карьера
Элен поёт с четырёх и пишет музыку с пятнадцати лет.
Элен выпустила свой дебютный сингл «Love the Way You Feel» в возрасте 18 лет в сотрудничестве с Nvak Foundation в сентябре 2019 года. Позже она стала участницей ереванского музыкального коллектива «Project 12», выступающего в ночных клубах. Brunette также является участницей женской группы «En aghjiknery» (ThoseGirlz, в переводе с армянского — «Те девочки»), которая известна синглом 2022 года «Menq». В 2022 году Brunette выпустила синглы «Gisher», «Smoke Break» и «Bac kapuyt achqerd»; последний из двух стал вирусным в социальных сетях.
1 февраля 2023 года было объявлено, что Brunette была выбрана для представления Армении на «Евровидении-2023». Её песня для конкурса «Future Lover» была выпущена 15 марта 2023 года.

## Дискография

### Синглы
| Заголовок                             | Год  | Альбом                        |
| ------------------------------------- | ---- | ----------------------------- |
| «Uzum em urishin»                     | 2019 | Синглы, не вошедшие в альбомы |
| «Love the Way You Feel»               | 2019 | Синглы, не вошедшие в альбомы |
| «Gisher»                              | 2022 | Синглы, не вошедшие в альбомы |
| «Smoke Break»                         | 2022 | Синглы, не вошедшие в альбомы |
| «Bac kapuyt achqerd»                  | 2022 | Синглы, не вошедшие в альбомы |
| «Future Lover»                        | 2023 | Синглы, не вошедшие в альбомы |
| «Dimak»                               | 2023 | Синглы, не вошедшие в альбомы |
| «Holiday Nostalgia»                   | 2023 | Синглы, не вошедшие в альбомы |
| «Aynpes uzum em»                      | 2023 | Синглы, не вошедшие в альбомы |
| «Hima tsurt A»                        | 2023 | Синглы, не вошедшие в альбомы |
| «Arev es»                             | 2024 | Синглы, не вошедшие в альбомы |
| «Superstar Illness»                   | 2024 | Синглы, не вошедшие в альбомы |
| «U De Mi or»                          | 2024 | Синглы, не вошедшие в альбомы |
| «NO ENERGY»                           | 2024 | Синглы, не вошедшие в альбомы |
| «Superstar Illness (Another Version)» | 2024 | Синглы, не вошедшие в альбомы |
| «Love Reversed»                       | 2025 | Синглы, не вошедшие в альбомы |
| «TRY»                                 | 2025 | Синглы, не вошедшие в альбомы |
| «Ampits maqur»                        | 2025 | Синглы, не вошедшие в альбомы |